# オウム真理教陸上競技部
オウム真理教陸上競技部（オウムしんりきょうりくじょうきょうぎぶ）とは、オウム真理教の陸上競技部。創部は1990年頃である。別名は「記録達成部」。代表者は遠藤誠一。

## 概要
オウム真理教の宣伝と布教を目的に創部された。各種マラソン大会に出場し、「オウム真理教」の名称が入ったユニフォームを着て教団の宣伝を行っていた。1992年には「オウムクラブ」の名で東京陸上競技協会に登録。1994年以降更新せず登録抹消。
主な部員は、オウムシスターズの長女（ホーリーネーム：ソーマー）や菊地直子ら6人である。特に菊地は1992年の東京国際女子マラソンや1994年の大阪国際女子マラソンに出場したことがある。そのため菊地は「走る爆弾娘」の異名を持つ。

## 参考資料
- 東京キララ社編集部 編 『オウム真理教大辞典』ISBN 4380032094